# Iglesia de San Andrés (Sagàs)
La iglesia de San Andrés está situada en la población de Sagás dentro la comarca catalana del Bergadá.
El obispo de Urgel, Nantigís, en el año 903 consagró la primitiva iglesia y consta que durante el siglo XI muchas de sus posesiones fueron vendidas al monasterio de Sant Pere de la Portella. Fue sufragaria suya la iglesia de Sant Martí de Biure.

## El edificio
Sobre el primitivo edificio del templo prerrománico del siglo X, se construyó la iglesia románica en el siglo XI.
Consta de planta basilical con tres naves cubiertas con bóveda de cañón la central y las laterales con bóveda de arista, están separadas entre ellas por arcos de medio punto, sostenidos por pilares rectangulares, en la cabecera tiene tres ábsides, el central es mayor y más elevado.
Las puertas de entrada son de construcción moderna, así como el campanario edificado al final del siglo XIX.
En la iglesia se puede ver una reproducción del altar policromado del siglo XII, el frontal original se conserva en el Museo Episcopal de Vich y está dedicado a episodios de la vida de san Andrés, presididos por la figura del Pantocrátor. Los laterales están guardados en el Museo Diocesano y Comarcal de Solsona, con escenas del Antiguo y Nuevo Testamento.